# Едвін Куртулуш
Едвін Куртулуш (швед. Edvin Kurtulus, нар. 5 березня 2000, Гальмстад, Швеція) — шведський футболіст, захисник болгарського клубу «Лудогорець» та збірної Швеції.

## Клубна кар'єра
Едвін Куртулуш народився у Швеції у місті Гальмстад у родині косовських переселенців. Футболом почав займатися у віці п'яти років  у футбольній школі місцевого клубу «Гальмстад». У грудні 2018 року Куртулуш підписав з клубом свій перший професійний контракт. З 2019 року його почали залучати до тренувань першої команди. У лютому він потрапив до заявки команди на матч Кубку Швеції але на полі того разу так і не з'явився. Першу гру в основі Едвін провів 5 травня в рамках турніру Супереттан.
За результатами сезону 2020 року «Гальмстад» виграв Супереттан і підвищився в класі. 11 квітня 2021 року Куртулуш провів свою першу гру в Аллсвенскан.
У серпні 2021 року Куртулуш підписав контракт з столичним клубом «Гаммарбю». Контракт вступив в дію у січні 2022 року.
У червні 2024 року приєднався до складу болгарського «Лудогорця».

## Збірна
У вересні 2020 року Едвін Куртулуш дебютував у складі молодіжної збірної Косова.

## Титули і досягнення
Гальмстад
- Переможець Супереттан: 2020

Лудогорець
- Володар Суперкубка Болгарії: 2024
- Чемпіон Болгарії: 2024-25
- Володар Кубка Болгарії: 2024-25